# System3 (アリスソフト)
System3はアダルトゲームを手がけるアリスソフトが製作したゲームエンジンである。

## 概要
MS-DOSやWindows 3.1用に作られたSystem3と、Windows 95以降で動くSystem3.5以降のバージョンに大別され、それらの間には互換性がない。現在では、System3.xと表記されたとき特に断りがなければSystem3.5以降のバージョンを指していることがほとんどである。

## System3
System1およびSystem2の後継エンジンとして開発され、PC-9800シリーズ、X68000、FM-TOWNS、Windows 3.1をプラットフォームとしていた。
1994年4月リリースの『AmbivalenZ -二律背反-』から採用されるようになったが、1996年12月リリースの『鬼畜王ランス』以降の制作はSystem3.5に移行した。
System3を採用した製品をWindows 95対応版として再リリースした製品は、System3からSystem3.xへデータのアップグレードが施されていた。
System3.5同様、ユーザーサイドでの他のプラットフォームへの移植版が存在する。

## System3.5

### 成立の経緯
アリスソフトは当初『鬼畜王ランス』をSystem4という新しいゲームエンジンで開発する予定であったが、System4の開発が遅れたため、急遽System3を拡張してゲームを作ることになった。しかし開発を進める過程でSystem3を全面的に作り替えることとなり、はじめSystem3.1と呼ばれていた名称も、System3とSystem4の中間を意味するSystem3.5に改められた。

### 互換性
System3.5と互換性のあるバージョンとして、System3.6、System3.8、System3.9の3つが存在する（ただし各バージョン中でも、細かいアップデートが繰り返されている）。System3.7は製作されたものの、使用されないままお蔵入りとなった。
100%保証されるわけではないが、System3.5をターゲットにして作られたゲームはSystem3.6～System3.9でも動作する。また、System3.9をターゲットにして作られたゲームがそれ以前のバージョンで動作することもある。

### 他環境への移植
System3.5はWindows上で動くゲームエンジンであり、アリスソフトはWindows以外の環境での動作をサポートしていない。しかし、アリスソフトがSystem3.5の仕様をユーザーに対してオープンにしたため、LinuxやBeOSなどを対象に、ユーザーの手によってSystem3.5の移植が行われたケースも存在する。前述したとおり、System3.5を一度移植してしまえばそれ一つでSystem3.5～System3.9対応の複数のゲームをプレイできる可能性があるため、Windowsユーザー以外がアリスソフトのゲームをプレイする可能性を開いた。

### System3x 開発キット
アリスソフトの製品（廉価版を除く）に同梱されていた『アリスCD』というおまけディスクに『Sys3x開発キット』という名称でSDKが収録され配布されており、誰でもゲームを開発・配布することが可能であった。
この『アリスCD』は単体では配布されず、また『Only you -リ・クルス-』に収録された『アリスCD Ver2.5』を最後に同梱が終了したため、現在は入手できない。
この開発環境の公開方針は、後継のSystem4にも引き継がれた。